# Gabriel Ascherham
Gabriel Ascherham (... – 1545) è stato un predicatore tedesco.
Fu il fondatore del movimento riformatore detto "dei riformatori radicali" che da lui prende il nome: quello dei "Gabrieliti", in Moravia e nella Slesia.

## Biografia
Ascherham proveniva da Norimberga e visse successivamente a Schärding presso Passavia. Il suo mestiere era quello di pellicciaio. A Schärding si unì ai riformatori religiosi battisti cosiddetti "radicali", che praticavano l'Anabattismo e ne fu presto scelto come predicatore. Poco dopo Ascherham emigrò in Slesia, dove in Glogau, Breslavia e Glatz fondò nuove comunità di Anabattisti. Dopo che nel 1528 anche in Slesia crebbe la persecuzione contro il movimento anabattista, Ascherham si trasferì insieme a un gruppo di anabattisti nella morava Rosice, dove egli visse temporaneamente con un gruppo di seguaci di Philipp Plener provenienti dalla Svevia, Assia e Palatinato. Gli anabattisti seguaci di Philipp Plener si trasferirono però già nel 1530, nella vicina Auspitz, dove poco dopo trovò rifugio un gruppo di anabattisti tirolesi, chiamati successivamente Hutteriti. Nel 1531 questi crearono tre comunità di anabattisti, in totale circa 4000 membri, che si fusero poi in una sola. Due anni dopo però i tre gruppi si ridivisero e si svilupparono negli anni successivi come a sé stanti. Dopo che negli anni 1535/36 anche in Moravia sorse una breve ondata di persecuzione, Ascherham, con iuna parte della sua comunità tornò in Slesia, dove, tra gli altri, a Rauden e Wołów trovarono accoglienza. Negli anni successivi Ascherham scrisse molte polemiche contro Jakob Hutter e gli Hutteriti.
Nel 1544 egli pubblicò la sua opera principale Unterschied göttlicher und menschlicher Weisheit (Differenza fra la saggezza divina e quella umana). In questa opera Ascherham non escluse più il battesimo degli infanti e si allontanò così da una parte della propria comunità, cosicché egli nei suoi ultimi anni di vita fu definito Hirte ohne Herde (Pastore senza gregge).
In riferimento all'Eucarestia Ascherham si espresse contro il diffuso principio di simbolicità nel movimento anabattista e si avvicinò alle ultime posizioni di Calvino.
Ascherham morì esattamente un anno dopo la comparsa dei suoi scritti. Il luogo della sua morte rimane ignoto. Probabilmente si tratta di una città sul confine fra Polonia e Slesia (forse Wschowa).